# La Quemada

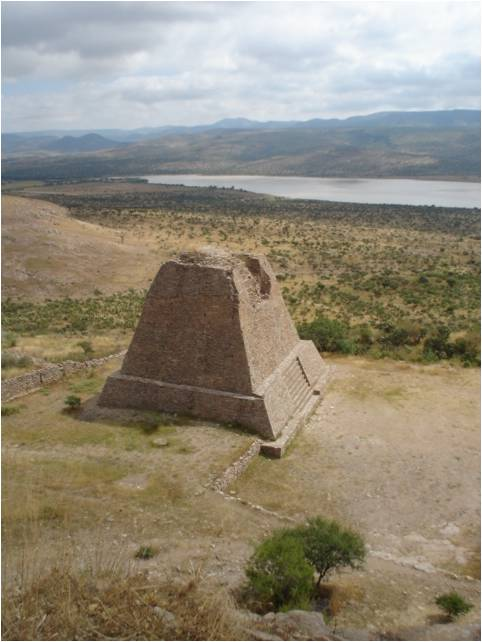
Votiefpiramide

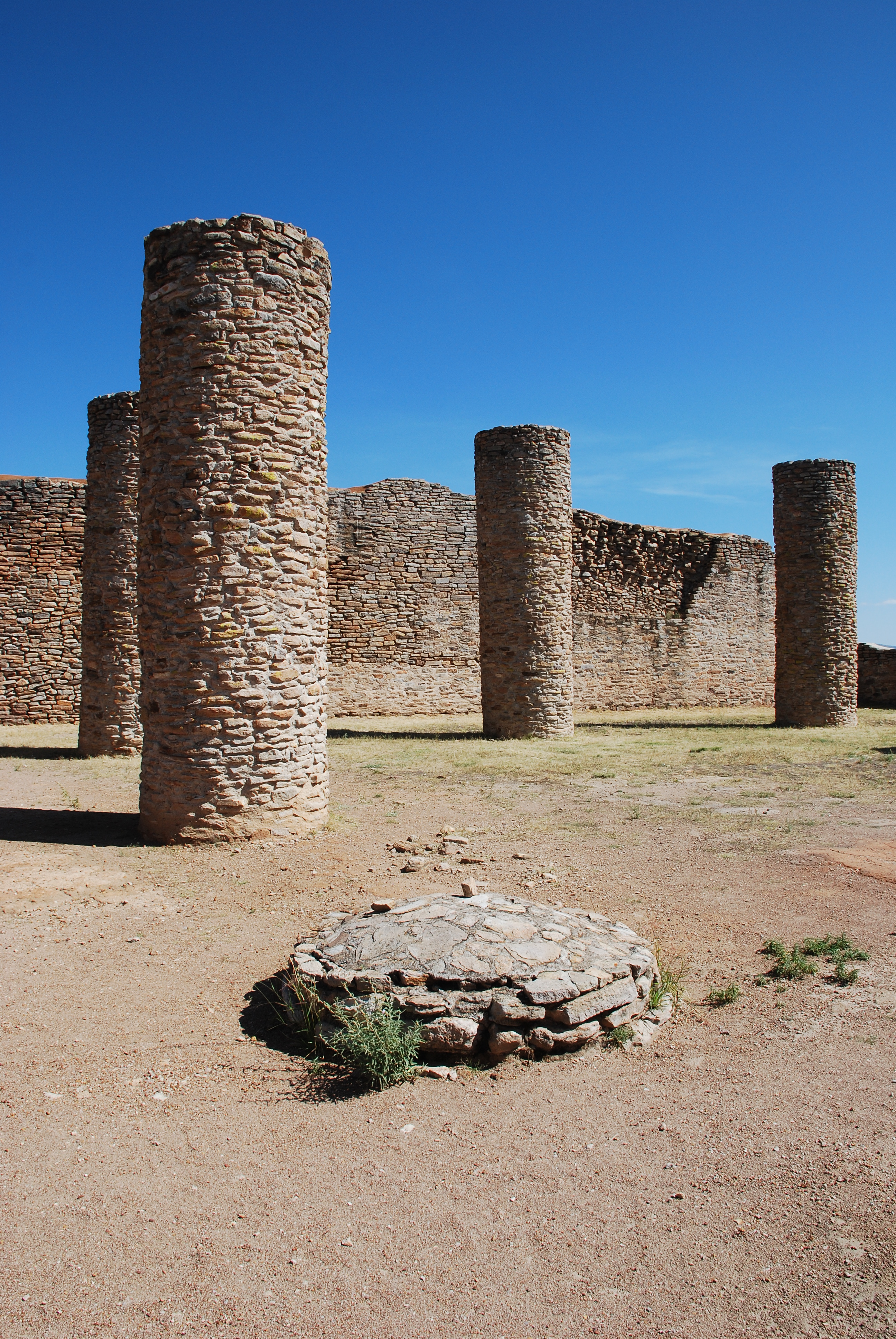
Zuilenhal

La Quemada is een archeologische vindplaats in de Mexicaanse deelstaat Zacatecas, 56 kilometer ten zuiden van de stad Zacatecas. Het was een residentieel-ceremonieel complex dat geassocieerd wordt met de beschaving van Chalchihuites. 
De naam betekent "De Verbrande (Stad)", omdat hij ogenschijnlijk door een grote brand is vernield.

## Beschrijving
La Quemada bestaat uit verschillende platforms van verschillende hoogte gelegen op terrassen die dienden als fundering voor hogere gebouwen. In het zuiden en zuidwesten van deze verhogingen is een groot aantal ceremoniële gebouwen gevonden, waarvan velen altaar-piramides zijn in Meso-Amerikaanse stijl. Aan de westkant zijn er verschillende platformen die vermoedelijk als woonplaatsen gediend hebben. Alle gebouwen in La Quemada zijn gebouwd met tegels van rheoliet, dat in nabijgelegen heuvels werd gewonnen. De tegels werden bij elkaar gehouden door een mengsel van klei en plantenvezels, dat gedurende de eeuwen is weggeërodeerd.

### Structuren
- Salón de las Columnas (zuilenhal)
- Calzada Mayor (hoofdstraat)
- Juego de Pelota (kaatsbaan)
- Pirámide Votiva (votiefpiramide)
- Escalinata (trap)
- Andere platformen
- Muralla (ommuring)
- Ciudadela (versterking)
- El Cuartel (hoofdkwartier)
- Pirámide de los Sacrificios (offerpiramide)

### Museum
Bij de site is een klein museum opgericht.

## Geschiedenis
Het is niet met zekerheid bekend wie La Quemada gebouwd heeft. Er wordt onder andere geopperd dat het de Caxcanes, een Chichimeekse stam, zijn geweest, de Tarasken of een buitenpost van  Teotihuacán of de Tolteken. De Spaanse priester Francisco Javier Clavijero heeft geopperd dat La Quemada Chicomostoc is geweest, de legendarische plaats waar de Azteken negen jaar woonden nadat zij Aztlan hadden verlaten. Radiokoolstofdatering heeft uitgewezen dat La Quemada tussen 300 en 1200 is gebouwd, waarschijnlijk door een lokaal volk dat goede banden onderhield met Teotihuacán. Er zijn op verschillende plaatsen in de vindplaats brandplekken aangetroffen, wat erop wijst dat La Quemada gewelddadig ten onder is gegaan.
Op de site zijn grote hoeveelheden menselijke beenderen aangetroffen met sporen van desarticulatie en ontvlezing. Na analyse bleek dat de binnen de tempel aangetroffen resten behoorden tot alle leeftijden en geslachten. Ze vertoonden oppervlakkige snijmerken, wat erop wijst dat ze schoongemaakt werden na een periode van desiccatie en dus waarschijnlijk binnen het kader van voorouderverering. De beenderen afkomstig van buiten de tempel behoorden waarschijnlijk toe aan gekannibaliseerde vijanden. Dit valt af te leiden uit sporen van snijden, verbranden en versplinteren. Dit fenomeen viel samen met een woelige periode na de ondergang van Teotihuacan, toen de verdedigingsmuren van de site werden uitgebouwd.